# Division 1 i amerikansk fotboll 2006
Division 1 2006 var den näst högsta serien i amerikansk fotboll för herrar i Sverige säsongen 2006. Serien spelades 13 maj - 27 augusti 2007 och vanns av Tyresö Royal Crowns. Lagen var uppdelade i två konferenser med gemensam tabell, där man möttes i dubbelmöten hemma och borta inom konferensen och enkelmöten med övriga lag.
Efter Serien spelades en final som vanns av Tyresö Royal Crowns.
Vinst gav 2 poäng, oavgjort 1 poäng och förlust 0 poäng. 

## Tabell

### Konferenserna
| Lag                  | Konferens | Lag                  | Konferens |
| -------------------- | --------- | -------------------- | --------- |
| Gefle Red Devils     | Norra     | Djurgårdens IF       | Södra     |
| Sundsvall Flames     | Norra     | STU Northside Bulls  | Södra     |
| Uppsala 86ers        | Norra     | Tyresö Royal Crowns  | Södra     |
| Westerbotten Huskies | Norra     | Örebro Black Knights | Södra     |

| Nr | Lag                  | S  | V  | O | F | GP  | IP  | P  |
| -- | -------------------- | -- | -- | - | - | --- | --- | -- |
| 1  | Tyresö Royal Crowns  | 10 | 10 | 0 | 0 | 537 | 60  | 20 |
| 2  | Djurgårdens IF       | 10 | 7  | 0 | 3 | 198 | 199 | 14 |
| 3  | STU Northside Bulls  | 10 | 6  | 0 | 4 | 275 | 187 | 12 |
| 4  | Uppsala 86ers        | 10 | 6  | 0 | 4 | 298 | 179 | 12 |
| 5  | Gefle Red Devils     | 10 | 5  | 0 | 5 | 232 | 290 | 10 |
| 6  | Örebro Black Knights | 10 | 4  | 0 | 6 | 161 | 259 | 8  |
| 7  | Westerbotten Huskies | 10 | 1  | 0 | 9 | 69  | 305 | 2  |
| 8  | Sundsvall Flames     | 10 | 1  | 0 | 9 | 94  | 385 | 2  |

S = Spelade matcher; V = Vunna matcher; O = Oavgjorda matcher; F = Förlorade matcher

GP = Gjorda poäng; IP = Insläppta poäng; P = Poäng

     –Final.

## Matchresultat
|                      | DIF   | GRD   | STU   | SF   | TRC   | U86   | WH   | ÖBK   |
| -------------------- | ----- | ----- | ----- | ---- | ----- | ----- | ---- | ----- |
| Djurgårdens IF       | -     | -     | 21-7  | -    | 7-49  | 22-20 | 27-0 | 27-6  |
| Gefle Red Devils     | 28-35 | -     | -     | 55-6 | 0-60  | 34-27 | 33-0 | -     |
| STU Northside Bulls  | 30-0  | 42-3  | -     | 45-6 | 13-55 | -     | -    | 14-6  |
| Sundsvall Flames     | 6-34  | 28-32 | -     | -    | 6-65  | 18-49 | 18-9 | -     |
| Tyresö Royal Crowns  | 40-6  | -     | 41-20 | -    | -     | 45-8  | 70-0 | 72-0  |
| Uppsala 86ers        | -     | 38-6  | 24-28 | 34-6 | -     | -     | 41-6 | 35-6  |
| Westerbotten Huskies | -     | 12-16 | 8-58  | 14-0 | -     | 8-22  | -    | 12-20 |
| Örebro Black Knights | 13-19 | 42-22 | 20-18 | 48-0 | 0-40  | -     | -    | -     |

## Final
|       | 3 september 2006 | Tyresö Royal Crowns | 35–20                | Djurgårdens IF | Bollmoravallen                |                               |
| 15:00 | 15:00            |                     | (14–14) Matchrapport |                | Publik: 100 Domare: Team Adus | Publik: 100 Domare: Team Adus |
| 15:00 | 15:00            |                     |                      |                | Publik: 100 Domare: Team Adus | Publik: 100 Domare: Team Adus |
| 15:00 | 15:00            |                     |                      |                | Publik: 100 Domare: Team Adus | Publik: 100 Domare: Team Adus |